# Murray Spivack
Murray Spivack (* 6. September 1903 in New York City, New York; † 8. Mai 1994 in Los Angeles, Kalifornien) war ein US-amerikanischer Tontechniker.

## Leben
Spivack begann seine Karriere Anfang der 1930er Jahre. 1933 war er als Tongestalter an den beiden King-Kong-Filmen King Kong und die weiße Frau und King Kongs Sohn tätig. Er war später an den Monumentalfilmen In 80 Tagen um die Welt, Spartacus, Cleopatra und Die Bibel beteiligt. Sehr häufig wurde er für Musicalverfilmungen engagiert; hier arbeitete er unter anderem an Rhythmus im Blut, West Side Story, My Fair Lady und Meine Lieder – meine Träume beteiligt. Für das Musical Hello, Dolly! erhielt er zusammen mit Jack Solomon 1970 den Oscar in der Kategorie Bester Ton. Im darauf folgenden Jahr war er für Tora! Tora! Tora! erneut für den Oscar nominiert, ging diesmal allerdings leer aus.
Neben seiner Arbeit im Filmgeschäft war Spivack auch als Schlagzeuger tätig und spielte in den 1920er Jahren in den Orchestern von NBC und CBS. Als Schlagzeuglehrer bildete er unter anderem Louie Bellson, David Garibaldi und Joe Morello aus.

## Filmografie (Auswahl)
- 1933: King Kong und die weiße Frau (King Kong)
- 1933: King Kongs Sohn (The Son of Kong)
- 1933: Christopher Strong
- 1945: Mord in der Hochzeitsnacht (Fallen Angel)
- 1946: Anna und der König von Siam (Anna and the King of Siam)
- 1946: Smoky, König der Prärie (Smoky)
- 1954: Rhythmus im Blut (There’s No Business Like Show Business)
- 1956: In 80 Tagen um die Welt (Around the World in Eighty Days)
- 1960: Spartacus
- 1961: West Side Story
- 1963: Cleopatra
- 1964: My Fair Lady
- 1965: Meine Lieder – meine Träume (The Sound of Music)
- 1966: Die Bibel (La Bibbia)
- 1966: Kanonenboot am Yangtse-Kiang (The Sand Pebbles)
- 1969: Hello, Dolly!
- 1970: Patton – Rebell in Uniform (Patton)
- 1970: Tora! Tora! Tora!
- 1973: Tom Sawyers Abenteuer (Tom Sawyer)

## Auszeichnungen
- 1970: Oscar in der Kategorie Bester Ton für Hello, Dolly!
- 1971: Oscar-Nominierung in der Kategorie Bester Ton für Tora! Tora! Tora!
- 1985: Lifetime Achievement Award der Motion Picture Sound Editors